# Shankill Road
Shankill Road är en väg i västra Belfast, Nordirland. Området bebos av protestantisk arbetarklass, unionister. Vägen sträcker sig drygt två kilometer från stadens centrum och är mestadels en affärsgata, medan bostadshusen mest ligger på tvärgator.
Det ökända gänget Shankill Butchers, medlemmar i Ulster Volunteer Force, kom från denna gata. Protestantiska extremistgrupper som Ulster Volunteer Force har stort stöd bland invånarna på Shankill Road, något som kan observeras i väggmålningar och graffiti. Polis och militär har byggt en mur för skilja området från grannområdena Falls Road och Ardoyne, där det bor en majoritet katoliker. Vägen var även en viktig plats under The Troubles i Nordirland. Shankill Road är även en populär turistattraktion för de som vill se väggmålningarna och det som hänt under The Troubles.
Gatan har blivit utsatt för många attacker under Konflikten i Nordirland. Ett exempel är då IRA-männen Thomas Begley och Sean Kelly den 23 oktober 1993 utförde  Bombattentatet på Shankill Road  mitt på unionistiska Shankill Road och dödade nio personer. Begley dog också i attacken. Deras mål var dock ett möte mellan ledare för Ulster Freedom Fighters (fristående del av Ulster Defence Association) och Ulster Defence Association. Det hela fick ett politiskt efterspel då Gerry Adams, Sinn Féins ledare, var kistbärare på Thomas Begleys begravning.
Boxning är populärt bland ungdomarna. Jimmy Warnock boxades på 1930-talet och slog världsmästaren i tungvikt, Benny Lynch, två gånger. 1992 tog Wayne McCullough silver i bantamvikt i Olympiska spelen i Barcelona och 1995 blev han WBC-mästare i bantamvikt.